# Wave (album d'Antônio Carlos Jobim)
Albums de Antônio Carlos Jobim
A Certain Mr. Jobim (1967) Stone Flower (1970)
Wave est le quatrième album studio en solo du musicien brésilien Antônio Carlos Jobim, publié en 1967 par A&M Records. Il a été enregistré aux États-Unis dans les studios de Rudy Van Gelder avec des musiciens en majorité américains. 
L'orchestre, sous la direction de Claus Ogerman, comprend des artistes de jazz de renom, tels que les trombonistes Urbie Green et Jimmy Cleveland, le flutiste Jerome Richardson et le bassiste Ron Carter.
La photographie psychédélique d'une girafe au galop qui orne la pochette de l'album est l'oeuvre de Pete Turner.

## Accueil
Lors de sa sortie en 1967, l'album a atteint le 114ème rang au classement Billboard des 200 meilleures ventes d'albums et le 5ème rang au classement Billboard dans la catégorie Albums de Jazz.
En 2014, Richard Ginell de AllMusic a fait l'éloge de l'album pour avoir inclus les titres "Wave" et "Triste" (deux morceaux devenus rapidement des standards) et pour ses «mélodies de tout premier ordre ... qui ont échappé à la surexposition et sonnent toujours modernes aujourd'hui.» Il conclut «on aurait souhaité que l'album dure plus longtemps; 31:45 ce n'est pas assez.»
En 2007, le magazine Rolling Stone Brasil a classé l'album 92ème dans la liste Os 100 Maiores Discos da Música Brasileira (Les 100 plus grands disques de la musique brésilienne).
Selon le classement du site internet Best Ever Albums, Wave est le meilleur album enregistré par Jobim.

## Liste des morceaux
Toutes les compositions sont d'Antônio Carlos Jobim.
1. Wave - 2:56
2. The Red Blouse - 5:09
3. Look to the Sky - 2:20
4. Batidinha - 3:17
5. Triste - 2:09
6. Mojave - 2:27
7. Diálogo - 2:55
8. Lamento (paroles de Vinícius de Moraes) - 2:46
9. Antigua - 3:10
10. Captain Bacardi - 4:29

## Musiciens
- Claus Ogerman - arrangements, direction d'orchestre
- Antônio Carlos Jobim - piano, guitare, clavecin, vocaux
- Urbie Green - trombone
- Jimmy Cleveland - trombone
- Raymond Beckenstein – flute, piccolo
- Romeo Penque – flute, piccolo
- Jerome Richardson – flute, piccolo
- Joseph Singer – cor
- Ron Carter – contrebasse
- Dom Um Romão, Bobby Rosengarden, Claudio Slon – percussions

### Section de cordes
- Bernard Eichen – violon
- Lewis Eley – violon
- Paul Gershman – violon
- Emanuel Green – violon
- Louis Haber – violon
- Julius Held – violon
- Leo Kruczek – violon
- Harry Lookofsky – violon
- Joseph Malignaggi – violon
- Gene Orloff – violon
- Raoul Poliakin – violon
- Irving Spice – violon
- Louis Stone – violon
- Abe Kessler – violoncelle
- Charles McCracken – violoncelle
- George Ricci – violoncelle
- Harvey Shapiro – violoncelle